# Hejin
Hejin is een stad in de provincie Shanxi in China. Hejin heeft ruim 350 000 inwoners. Hejin ligt in de prefectuur Yuncheng.